# Arbeitsgericht Regensburg

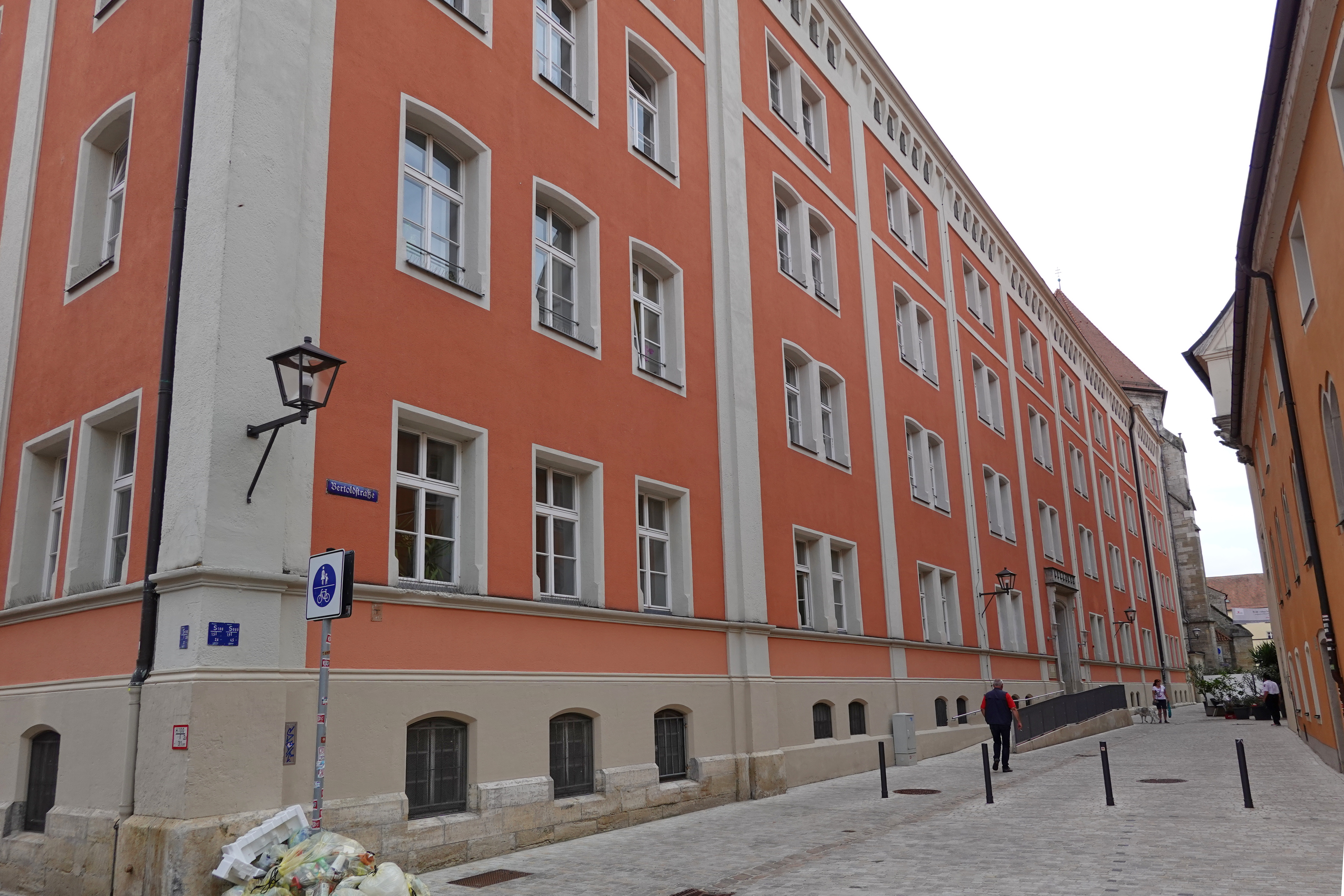
Gerichtsgebäude Bertoldstraße 2

Das Arbeitsgericht Regensburg (ArbG Regensburg) ist ein Gericht der Arbeitsgerichtsbarkeit und eines von elf Arbeitsgerichten im Freistaat Bayern.

## Gerichtsbezirk
Der Bezirk des ArbG Regensburg erstreckt sich neben den kreisfreien Städten Landshut, Regensburg und Straubing auf folgende Landkreise:
- Dingolfing-Landau
- Kelheim
- Landshut
- Neumarkt i.d.OPf.
- Regensburg
- Straubing-Bogen.

## Sitz und Gerichtsgebäude
Sitz des Gerichts ist Regensburg. Das Gericht befindet sich in der Bertoldstraße 2 , 93047 Regensburg.

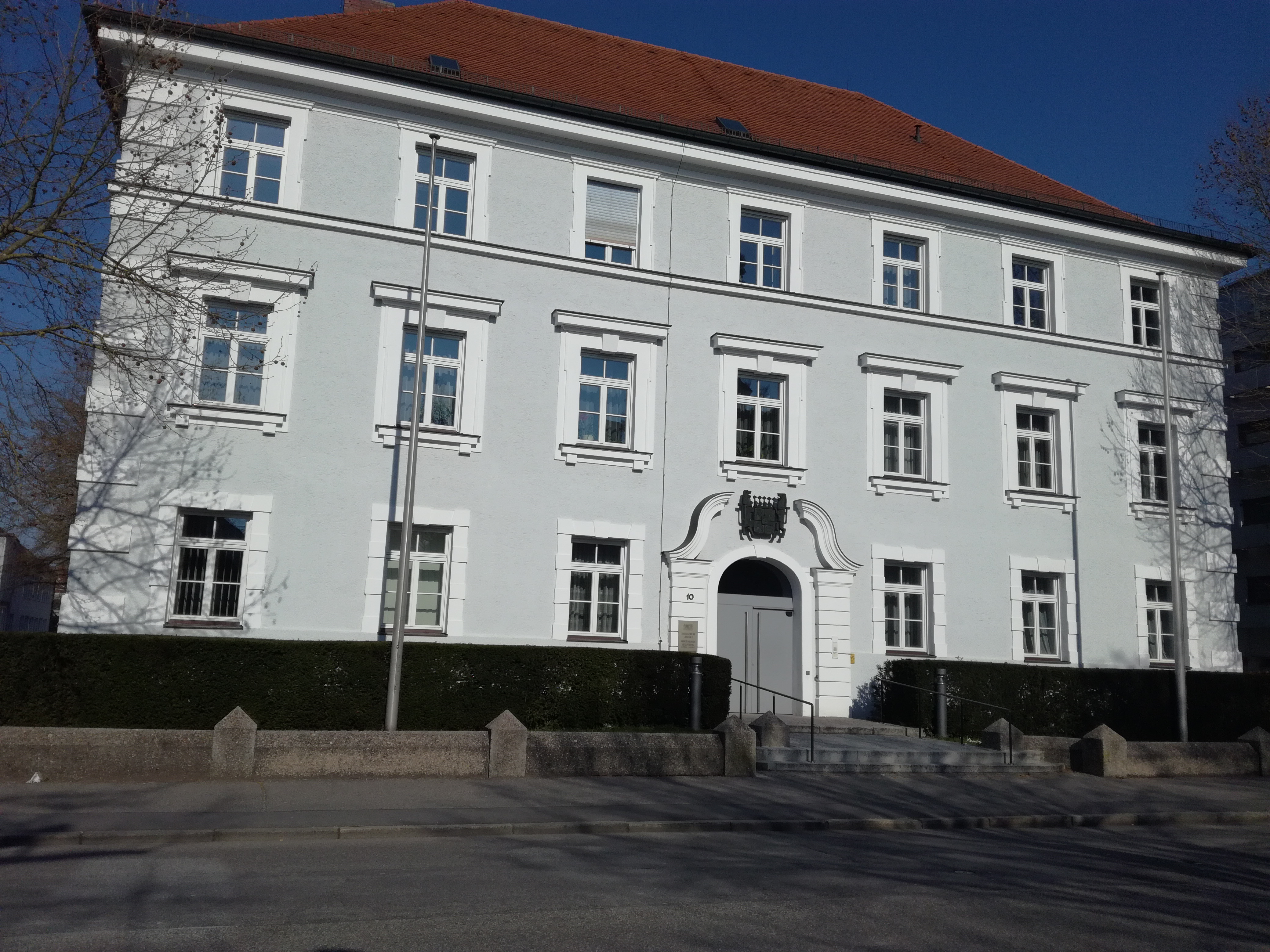
Kammer Landshut

Eine Außenkammer befindet sich in Landshut. Deren Zuständigkeit erstreckt sich innerhalb des Gerichtsbezirks auf die Stadt und den Landkreis Landshut sowie den Landkreis Dingolfing-Landau.

## Instanzenzug
Rechtsmittelgericht für das Arbeitsgericht Regensburg ist das Landesarbeitsgericht München.

## Geschichte
Gemäß Arbeitsgerichtsgesetz vom 23. Dezember 1926 wurden in Deutschland Arbeitsgerichte gebildet. Diese waren nur in der ersten Instanz organisatorisch selbstständige Gerichte, die Landesarbeitsgerichte waren den Landgerichten zugeordnet. Am Landgericht Regensburg entstand so 1927 das Landesarbeitsgericht Regensburg als eines von 23 Landesarbeitsgerichten in Bayern. In Regensburg entstand das Arbeitsgericht Regensburg als eines von sechs Arbeitsgerichten des Landesarbeitsgerichts. Sein Sprengel umfasste die Gerichtsbezirke der Amtsgerichte Regensburg, Regenstauf und Stadtamhof. Es bestand eine allgemeine Kammer für Arbeiter und Angestellte und eine Kammer für das Handwerk. Daneben bestand eine Angestelltenkammer für den Landesarbeitsamtsbezirk und eine Eisenbahnfachkammer für den Direktionsbezirk der Reichsbahndirektion Regensburg
Bereits 1929 wurde die Zahl der Arbeitsgerichte deutlich reduziert. Das Landesarbeitsgericht Amberg wurde zum 1. Januar 1930 aufgehoben und das Arbeitsgericht Regensburg kam zum Landesarbeitsgericht Nürnberg. Der Sprengel des Arbeitsgerichts Regensburg wurde um die Gerichtsbezirke der Amtsgerichte Abensberg, Hemau, Kelheim und Wörth erweitert, da die Arbeitsgerichte Hemau, Kelheim und Wörth aufgehoben wurden.
Nach der Besetzung Deutschlands durch die Alliierten wurden 1945 zunächst alle Gerichte geschlossen. Die ordentlichen Gerichte wurden schon bald wieder eröffnet, während die Arbeitsgerichte zunächst nicht wieder eingerichtet wurden, so dass arbeitsgerichtliche Streitigkeiten von den ordentlichen Gerichten erledigt werden mussten. Gemäß Kontrollratsgesetz 21 vom 30. März 1946 sollten in Deutschland Arbeitsgerichte aufgebaut werden. Mit dem bayerischen Vollzugsgesetz vom 6. Dezember 1946 richtete das Staatsministerium für Arbeit und Sozialordnung am 30. Januar 1947 die Arbeitsgerichte wieder ein. Das Arbeitsgericht Regensburg entstand dabei neu und wurde nun dem Landesarbeitsgericht München zugeordnet. Dem Arbeitsgericht Regensburg wurden zwei Zweigstellen in Landshut und in Straubing zugeteilt. Zum 1. August 1953 wurde die Zweigstelle Straubing aufgehoben und, dass das Arbeitsgericht Regensburg dort (wie auch in Neumarkt in der Oberpfalz) Gerichtstage halten solle.